# Шермиции
Шермиции — это «примерные бои, устраиваемые на праздниках» донскими казаками. Они приурочивались к календарным праздникам, военно-траурным обрядам, входили в станичные «домашние игры». Сегодня шермиции развиваются как этноспорт донских казаков, а также потомков старого казачества Дона, Кубани, Урала и Терека.

## Этимология и похожие праздники
Известный лингвист А. В. Миртов справедливо[по чьему мнению?] считает это слово, в такой транскрипции, донским, и возводит его к польскому заимствованию. Одно из ранних описаний шермиций, как праздничного, ритуального явления казачьей воинской культуры, имеется в записях Е. Котельникова, По описанию Е. Котельникова «торжественные станичные компании были на Троицын день и на Масленицу. Соседние станицы при своих атаманах и стариках, со знамёнами, съезжались верхи на рубеж с общественной сиушкою. Там делали шермиции и кулачные бои…».
В записках П. Н. Краснова: «На рубеже устраивали упражнения в джигитовке, стрельбе из ружья и лука, примерные бои, что называлось тогда шермициями, и дрались на кулачках». П. Н. Краснов также раскрывает еще одно значение слова шермиции, применительно к казачьей службе — «ученье оборотам казачьей службы» и называет их «хитрые шермиции». В 3 томе «Казачьего словаря-справочника» Г. В. Губарева, вышедшего в Сан. Ансельмо в 1970 году «шермиции» называются «шармицы» и обозначают малые полковые маневры. Согласно словарю Фасмера, который ссылается на Миртова, шермиции — это «кулачный бой», донское, пришло из польского szarmycel, где оно означало «схватку, бой». В польский язык пришло, возможно из нем. Scharmützel «перестрелка» от итал. sсаramuссіа «сражение, бой». Здесь, следует учесть замечание Е.Котельникова (1818 г.), который прямо пишет: «шермиции и кулачные бои», что означает, что шермиции не являются кулачным боем, а представляют собой состязания и упражнения конного и пешего характера, коллективного и индивидуального действия, с оружием и без оного. При этом привязка данного действия к календарным и другим праздникам, говорит о его ритуальном характере.
Доказательством западного заимствования этого слова может служить варшавская летопись Йоахима Ерлича, где под 1648 приводится «Пісня про пана миколая потоцького, коронного гетьмана, і про хмельницького», где есть такие слова: «Луком, стрелами, порохом, кулями і мечем шермуєш».
С другой стороны, этимология этого слова, возможно, имеет славянское происхождение. Так, во множестве былин киевского цикла встречается слово «шурмовать», что означает «ударить, бросать, разорять», «шурматить, шурмовать (копьем) — орудовать», запись былин проводилась на русском Севере. «Шурмует и винтует» на коне Илья Муромец, что означает джигитует и наездничает.

«Как и еду ле я с вами в стольно Киев-град,
Я грометь, шурмовать да стольно Киев-град».
(былина Илья Муромец и Калин-царь).
или
«А правой рукой копьём шурматит»
(Молодость Добрыни и бой его с Ильей Муромцем).
Это слово созвучно с шермувати — орудовать (оружием), шермицерія — фехтование, схватка, стічка, сшибка, шермір — фехтующий, шермірство — фехтование на украинском языке.
В Белгородской свадебной песне есть строки: «Не шурмуйте, бояре, Обаполо двора коньми». В сборнике старинных русских пословиц Симони есть поговорка: «Конём воевать, а копьем шурмовать». Слово шермиции часто встречается в допросных листах Пугачева, где оно используется в смысле «военных столкновений», «небольшого боя», «стычки».
Из традиционных праздников народов, живущих возле донских казаков, наиболее близкими являются черкесские игрища, в массе своей совпадающие по структуре, видам состязаний с домашними играми и шермициями донцов, отдалено близок татарский праздник сабантуй, с которым его роднит конные скачки и борьба, татарские названия места проведения состязаний (майдан), но функционально шермиции не были связаны с земледельческими культами, поскольку казаки начали заниматься земледелием в XVIII в..

## Происхождение шермиций
Культурогенез казачьей состязательной культуры проистекает из двух основополагающих моментов ранней истории донских казаков. Это пойменное положение донского населения и граница со степными районами. Известно, что современные донские казаки формировались на основе автохтонного населения поймы р. Дон. В его этногенезе участвовали степные кочевники, донские славяне, народы предгорий Кавказа. Становление этнического самосознания можно связать с образованием в казацкой культуре особого воинского этоса и воинской культуры, которая отразила в себе два указанных аспекта — морской и степной. Первый был связан с пойменным положением населения, развитым мореплаванием, рыболовством, второй со степным пограничьем и скотоводством. В раннее средневековье донское население принимает христианство, которое оказало влияние на многие стороны культурной жизни, в том числе и на воинскую культуру. Появление донских казаков в исторических источниках относится к 1549 г. и известно по переписке Ивана IV и ногайского царевича Ших-Мамая. Османская империя столкнулась с донским населением после того, как захватила город Азов, изгнав из него европейских купцов, и перекрыв устье Дона для рыбного промысла, чем обострила отношения с местным населением. Поиски казаков-отваг с целью добычи, а значит приобретения воинской славы, повышения статуса в родных юртах, видимо, совершались еще до появления в Подонье турецкого гарнизона. Баранта или барымта была известна казакам, как и соседним кочевым народам, и выполняла те же функции, что и в степных обществах. А возникшее военное положение казачьих городков создало необходимость в поисках (походах) и дальних набегах, как морских, так и степных, на соседние государства. В среде казаков-воинов вырабатывались и особые воинские ритуалы, обычаи и обряды, связанные с войной, оружием и военным делом.
В XVII в. донцы присягнули на верность Московскому царю, а в начале XVIII века Земля Донских казаков потеряла самостоятельность и управлялась царскими наместниками. В 1835 году донские казаки были превращены в полупривилегированное сословие Российской империи и послужили костяком для формирования других казачьих войск России. Сословные рамки произвели изменения в обрядах инициаций, вклинились в военно-траурную обрядность, обычаи, связанные с кругом. Под воздействием сословных предписаний этническая культура (в воинском аспекте) становилась выхолощенной, превращалась в смотры, военные парады. Казарменный дух входил в быт казаков, регламентировал их жизнь, подчинял букве устава.
В сложных природных и социально-исторических условиях постоянных боевых действий, поисков добычи, барымты, борьбы за рыбные промыслы и за сохранение религиозной идентичности в сообществе донских казаков выработались механизмы подготовки воинов, которые ритуально закрепились, а позже составили основу т. н. «домашних игр». Они служили важной частью воинских инициаций, станичных праздников, основой военно-траурной обрядности. Основу этих игр составляли скачки на лошадях, джигитовка и рубка, воинские упражнения, как в конном, так и пешем строю. Многие из этих упражнений перекочевали в детские и юношеские игры и соревнования.

## Воинские инициации в казачьей культуре
В традиционном обществе ритуальные формы поведения выполняли различные функции, к которым можно отнести передачу культурного опыта, формирование необходимых социуму образцов поведения, формирование картины мира и др.. В воинских культурах состязание занимает доминирующее положение, поскольку оно формирует воинственный тип личности, готовый на схватку, на состязание за право первенства, отвечающий требованиям и ожиданиям того коллектива, частью которого он является.
Формирование воина в воинской культуре происходило поэтапно, и каждый этап представлял собой инициальные обряды, связанные с возрастным разделением. Обычно выделяют младенческую, подростковую и юношескую инициации. Так, младенческая инициация обычно описывается следующим образом: «Обряд этот, существующий ныне, состоит в том, что, дождавшись появления у сына первого зуба, отец, надев на него шашку, сажает его верхом на своего оседланного коня и в этот момент в первый раз подрезает ему чуб». Затем возвращает его матери со словами: «Вот тебе казак!». Новорожденному все друзья и знакомые отца приносили что-нибудь на зубок. Этот подарок непременно был военный: патрон пороха, стрела, лук, пуля, дед дарил шашку или ружьё.
В сословный период младенческая инициация трансформировалась в обряд «посвящения в казаки». В обряде, как правило, участвовали официальные лица — станичные старики, атаман, члены правления. Посвящение в казаки проходило в шесть лет. По этнографическим записям Б. Н. Проценко, они проходили так. «На майдане собирались на круг казаки. Мальчиков сажали на лошадей. Каждый из них должен был проехать на лошади по кругу. Кто не удержится в седле, того посвящали в казаки через год. Для тех мальчиков, кто проехал по кругу и не упал с лошади, начиналось посвящение в казаки. Обряд проходил в торжественной обстановке на майдане. Каждому из них атаман надевал ленту из красной материи с надписью: „казачок рода такого-то“. Но перед тем как ленту надеть, мальчиков сажали на лошадей старшие казаки из их казачьего рода. После надевания ленты атаман важно всех обходил, поздравлял посвященных в казака, приветствовал старых казаков-воинов».
Подростковая инициация происходит в 13-15 летнем возрасте. Историки и этнографы Дона почти единодушны в определении приоритетов воспитания растущего поколения: с первых сознательных шагов мальчиков приучают к обращению с лошадью. Трехлетки сами ездили по двору, а пятилетки бесстрашно скакали по улице, стреляли из лука, играли в бабки, ходили войной. Конь занимал особое место в жизни казака, он был непременным спутником казака на всех путях его жизни — и мирных, и немирных. От знания повадок лошадей, навыков обращения с ними подчас зависела сама жизнь казака. Постепенно сфера воспитания мальчиков расширялась, в неё включались элементы следопытства, навыки обращения с оружием, рукопашного боя, преодоления водных преград и т. п.
Как писал в своей работе Х. Попов: «мальчиком казак играл в айданчики на станичной улице, наметывая себе глаза, или, прыгая и бегая, гонял кубарь. Едва хватало у него силы, он уже брал пищаль и шел стрелять чутких дроф, или скакал по степи, загоняя сорвавшийся в метель табун. Он ползал на животе, подкрадываясь к зверю, он переплывал Дон, спасаясь от татар, он знал, что промах из ружья для него — часто смерть или плен. Он делал сам все то, чему теперь мы учим казака на случай войны, учителем его была жестокая, смертельная опасность, а это учитель суровый!…»
Финалом подростковой инициации можно считать «потешные сражения» между группами подростков станицы или хутора. Так, в книге «Донцы» читаем: «По временам все ребячье население Черкасска выступало за город, где, разделившись на две партии, строили камышовые городки. В бумажных шапках и лядунках, с бумажными знамёнами и хлопушками, верхом на палочках, противники сходились, высылали стрельцов или наездников-забияк и, нападая, сражались с таким азартом, что не жалели носов; рубились лубочными саблями, кололись камышовыми пиками, отбивали знамёна, хватали пленных. Победители под музыку из дудок и гребней, с трещотками или тазами, возвращались торжественно в город; сзади заливаясь слезами, понурив от стыда головы, шли пленные».
Юношеские инициации предназначалась для 17-19-летних парней, малолеток. Два главных события определяют характер этой инициации: обучение в летних военных лагерях и публичное состязание молодых казаков. Обстановка летнего лагеря казаков-малолеток может быть представлена в следующем описании П. Н. Краснова: «когда была введена перепись „малолетков“, то все достигшие 19-летнего возраста собирались в заранее назначенном месте, на лучших конях и в полном вооружении. На ровном месте, возле речки, разбивался большой лагерь, где в продолжение месяца обучались малолетки воинскому делу под руководством стариков, в присутствии атамана. Одних учили на всем скаку стрелять; другие мчались во весь дух, стоя на седле и отмахиваясь саблей, третьи ухищрялись поднять с разостланной бурки монету или же плетку. Там выезжают поединщики; здесь толпа конных скачет к крутому берегу, вдруг исчезает и снова появляется, но уже на другом берегу». Атмосферу публичного состязания передает автор «Картин былого Тихого Дона»: «со многих станиц в одно место собираются казаки-малолетки на смотр. Что смотреть? — когда их никто ничему не учил. И вот начинались скачки, стрельба в цель, стрельба на всем скаку, рубка и фланкировка. Разгоревшись отвагою, целые станицы малолеток с полного разгона кидались в реку и плыли на ту сторону с лошадьми, амуницией и пиками. Они рассыпались лавою, скакали друг против друга, схватывались в объятия и боролись на коне».
Итоги состязания подводил атаман: «Самым метким стрелкам, самым лихим наездникам атаман дарил нарядные уздечки, разукрашенные седла, оружие». Малолетки во многих станицах принимали участие в кулачных боях в качестве зачинщиков на их начальной стадии. Последующий ход сражения они наблюдали со стороны. Однако это тоже являлось своеобразной школой, так как кулачки развивали смелость, отвагу идти в пешем строю на грудь неприятеля и быструю в казаке смекалку разбираться, кого выручить, кого смять в свалке.
Умение владеть конём и оружием являлись главными показателями воинской доблести и родовой славы. Кульминацией обучения и всех возрастных инициаций являлись праздничные станичные игры, «домашние игры». По описанию Е. Котельникова «торжественные станичные компании были на Троицын день и на Масленицу… на Масленицу в станице бывает даже доныне; в четверток делается сбор, на котором от атамана приказ, чтобы на гульбе не происходило бесчинств, и тут же станица разделяется, насколько случится компаний. Каждая компания избирает из себя ватажного атамана, двух судей и квартермистра. По просьбе их выдаются во всякую компанию знамёна и хоругви. Гульба продолжается до вечера сыропустного воскресенья, пешие и по повесткам, на лошадях — в воинском оружии. При встрече команд салютуют знамёнами, и все команды, разделяясь надвое, делают примеры военных партий со сражениями и ударом на дротики. Во время пребывания команды у кого-либо в гостях, знамёна находятся во дворе или пред двором, ставкою при часовом, по очереди наряжаемом от квартермистра, которого должность есть извещать тот дом, куда ехать намерена компания. В воскресенье на вечер, среди площади составляется со скамеек круг, в средине накрытый стол с напитками и закускою. Со всех сторон компании съезжаются и сходятся, народ бежит толпами, атаман при насеке со стариками выходит под жалованным значком, который и знамёна ставится вокруг круга. Ватажные атаманы садятся возле станичного атамана, затем чиновники и старики. Пьют за Высочайшее здоровье, затем Войскового Атамана и всего Великого Войска Донского и честной станицы, с выстрелами». Затем все встают, молятся на восток, и прощаются.
Подобные состязательные практики воспитывали в казачьих сообществах человека, носителя определенных культурных ценностей, которые можно обозначить как воинский (рыцарский) этос. Вырабатывались правила поведения на войне, которые закреплялись в обычаях, адатах и даже приказах войсковой канцелярии в более поздний период.

## Шермиции на современном этапе
Ради достижения целей консолидации казачьего народа на основе традиции предков, обретения им национального самосознания, донскими учеными, представителями казаков и общественными деятелями А. В. Яровым, А. В. Рядновым, О. М. Гапоновым ( Федерация «Шермиции» и Ассоциацию (союз) «Шермиции» и  входящими в Оргкомитет казачьих национальных игр Шермиций), был воскрешен институт праздничных шермиций. Они проводятся ими на Дону в станице Старочеркасской с 2009 года. По сути шермиции сегодня стали этноспортом всех казаков России. В шермициях принимают участие казаки разных общин со всей России, а также с ближнего и дальнего зарубежья. Помимо донцов, приезжают казаки с Кубани, Урала, Терека, Оренбуржья. С того момента, как шермиции превратились в своеобразный "бренд", его стали использовать различные организации: музеи (Вешенские шермиции), рестораны (Международные шермиции), казачьи общества в местах нетрадиционного проживания казаков. Шермиции стали проводить и районные администрации Ростовской области, обновляя фестивали и мероприятия, которые сложились еще в советскую эпоху (Тацинские шермиции и др.).
В 2010 году Региональной общественной организацией «Федерация казачьих воинских искусств „Задонщина“» в Минспорта Ростовской области были поданы необходимые документы для включения шермиций в Реестр национальных видов спорта, как национального вида спорта Ростовской области, что и было сделано. Шермиции были признаны на уровне Ростовской области национальным видом спорта донских казаков. В 2011 году Федерация «Задонщина» поменяла название и стала именоваться Федерация казачьих воинских искусств Шермиции (президент Федерации А. В. Яровой).
В качестве дисциплин были включены — рубка мишеней в пешем строю (как шашкой, так и шашкой с кинжалом), фланкировка шашкой, фехтование на шашках и фехтование на пиках. В настоящее время на шермициях, состязания во фланкировке шашкой, (которая в традиции использовалась казаками для подготовки руки к владению шашкой), не проводятся. С шашкой — танцуют победители.
Перед соревнованиями, (а для самых маленьких казачат это и является соревнованиями) проводится допуск-квалификация участников — «словесность». Старики и судьи задают вопросы, касающиеся не только знания холодного оружия, но и знания родовых корней, истории родовых станиц, обычаев и обрядов казаков, также участникам нужно продемонстрировать умение танцевать и играть казачьи песни.
Расширяется формат национальных казачьих игр. В рамках шермиций проводятся состязания по традиционному казачьему кулачному бою, поединки сопровождались исполнением народных наигрышей на гармошке, проводится соревнование по народной поясной борьбе «на ломка».
С 2014 года Шермиции стали включать в себя ристания на конях. Казаки состязаются в конной стрельбе из лука, джигитовке, рубке на скаку лозы, стрельбе из оружия верхом.
«По результатам исследования, проведенного в 2012 году Южно-российским государственным университетом экономики и сервиса, современные шермиции привлекают внимание и интерес не только заинтересованных в этом казаков, но и любителей этнографического, сельского туризма и становятся важным фактором событийного внутреннего областного и въездного туризма на Юге России.»Институт сервиса и туризма Донского государственного технического университета 
«Фонд возрождения народных традиций имени святого Трифона указал шермиции как один из ярких национальных праздников в России».
В 2015 году Федерацией Шермиции, для мобилизации сил и средств на проведение национальных казачьих игр, была создана некоммерческая организация Ассоциация (союз) содействия организации фестиваля казачьих национальных видов спорта и народного творчества «Шермиции». Положение и состязания освящаются на официальном сайте национальных казачьих игр.
В 2016 году воинские ритуалы и чинопоследования донских казаков, совершаемые на шермициях, проводимых Ассоциацией «Шермиции», внесены в реестр объектов нематериального культурного наследия народов Российской Федерации.

## Дисциплины шермиций

### Дисциплина «рубка мишеней в пешем строю»
Исторически сложившаяся у донских казаков форма проведения состязаний в рубке шашкой. Подобные состязания проводились в качестве подготовительных упражнений к рубке верхом на коне. Соревнование представляет собой прохождение полосы с разными мишенями в пешем строю с целью поражения их шашкой и получением определённого количества баллов за фиксированный промежуток времени.

### Дисциплина «фехтование на шашках»
Исторически сложившаяся у донского казачества форма проведения состязаний с использованием шашки (в играх и при обучении настоящая шашка заменялась палкой или удары наносились плашмя, или клинки оборачивались острой стороной назад и бой велся обухом шашки. В ст. Цимлянской в подобных играх «в шашки», были запрещены колющие удары.). Характеризуется задачей нанесения сопернику оцениваемых рубящих ударов шашкой.

### Дисциплина «фехтование на пиках»
Исторически сложившаяся у донских казаков особая форма состязаний с оружием, сопровождавшая праздничные мероприятия. Основная задача состязаний — нанесение сопернику оцениваемых колющих ударов пикой (дротиком) (длинно-древковым оружием с мягким наконечником). На Масленицу гулебные ватаги казаков ходили по станице с флагами, при встрече с другой командой устраивали шермиции, бросались друг на друга в дротики. Систематизация движений с пикой в пешем строю была проведена генералом А. Соколовым в середине XIX века.

### Дисциплина «борьба на ломка»
Исторически сложившаяся у донских казаков особая форма состязаний, использовавшаяся в военно-траурной и календарно-праздничной обрядности. Соревнование проводится в виде борцовского поединка, целью которого является с помощью борцовских действий из предварительного поясного захвата, заставить противника коснуться телом ковра. Борьба «на ломка», «под пряжки» была популярна на Дону и имела древние кочевнические корни. Потому её можно считать одной из разновидностей поясной борьбы. Цель такой борьбы заключалась в том, кто кого кинет. Захват за пряжки мог быть не всегда постоянным. Так, по описанию М. Харузина в борьбе с калмыками казаки использовали высокие броски, борьба велась не только до падения, но по особому уговору необходимо было удержать противника под собой некоторое время. Подобный вид народной борьбы просуществовал на Дону вплоть до середины XX века, сохранились приемы и правила таких поединков в этнографических описаниях.

### Дисциплина «кулачный бой (кула́чки)»
Исторически сложившаяся у донских казаков форма состязаний, использовавшаяся в военно-траурной и календарно-праздничной обрядности. Соревнование проводится в виде кулачного поединка, целью бойца в поединке является с помощью ударов подавить сопротивление противника. Традиционно такие бои в начале XX века назывались «на любителя», «на круга». Их вели предводители ватаг перед коллективным кулачным боем. Они велись до первой крови, до момента демонстрации полного физического и психологического превосходства одной из сторон. Удары были самые обычные и классифицировались по месту приложения «под вздых», «по сопатке», «в ухо», «подтереть сопли», «в лоб», «в скворечник», «по микиткам», «лязгнуть по зубам», «взять на локоток» и проч.. Защиты представляли собой подставки, сбивы, уклонения от ударов противника. Важным показателем являлось умение держать удар, что характеризовалось принятием ударов на корпус, плечи, голову. При нанесении ударов использовались прыжки, проходы, перехваты и захваты рук и одежды противника. В современной разновидности кулачного боя остались критерии оценки победы, основные удары и защиты, при этом для предотвращения травм бой ведётся в защитном снаряжении, перчатках, при запрещённых зонах поражения, запрещённых захватах и ударов ногами.

### «Джигитовка и скачки»
Джигитовка на коне и скачки также внесены в шермиции как отдельная дисциплина. На лошадях донской породы, в полной казачьей справе, казаки состязаются в скачке, джигитовке, рубке, владению пикой и стрельбе. На шермициях начинают возрождаться традиционные казачьи конные игры.

### «Стрельба из лука»
Стрельба из лука является исторически сложившийся у донских казаков дисциплиной, которая проводилась в конном и пешем порядке. Целью конной стрельбы является поражение мишени, которая находится на определенной дистанции, вверху или внизу от скачущего всадника, или подвешена в виде приза, который необходимо сбить специальной стрелой обернувшись назад. В пешем виде стрельба из лука проводится по круглой мишени на точность.

### «Айданы»
Традиционная игра донских казаков, известная многим степным народам, как игра с маленькими плоскими костями из колена задней ноги барана. Крупной костью или отлитым из свинца байбаком, необходимо выбить стоящие на кону айданчики за границу очерченного пространства (круга или квадрата).

### «Скачки на каюках»
Традиционные гонки на каюках, восходящие к гонкам казаков Нижнего Дона, когда по сигналу колокола казаки устремлялись на реку в борьбе за уловные места. Сегодня это гонки на каюках, которые заключаются в преодолении определенной дистанции (кто быстрее).

### «Игра в Царя»
Разновидность традиционной фехтовальной игры донских казаков, которая протекает на ограниченной боевыми линиями площадке. Игроки делятся на две команды по пять человек, пятый невооруженный игрок — царь. Задача противной стороны поразить царя противника. Во время игры участники вооружены спортивными казачьими шашками (ранее гибкими прутами или лубочными шашками и саблями). Допускается наносить противникам удары по рукам, ногам и корпусу. Засаленный таким образом противник покидает площадку.